# Torre di Sant'Orso
La Torre di Sant'Orso (Tour de Saint-Ours in francese - 3.618 m s.l.m.) è una montagna del Massiccio del Gran Paradiso nelle Alpi Graie. Si trova in Valle d'Aosta nel comune di Cogne.

## Caratteristiche

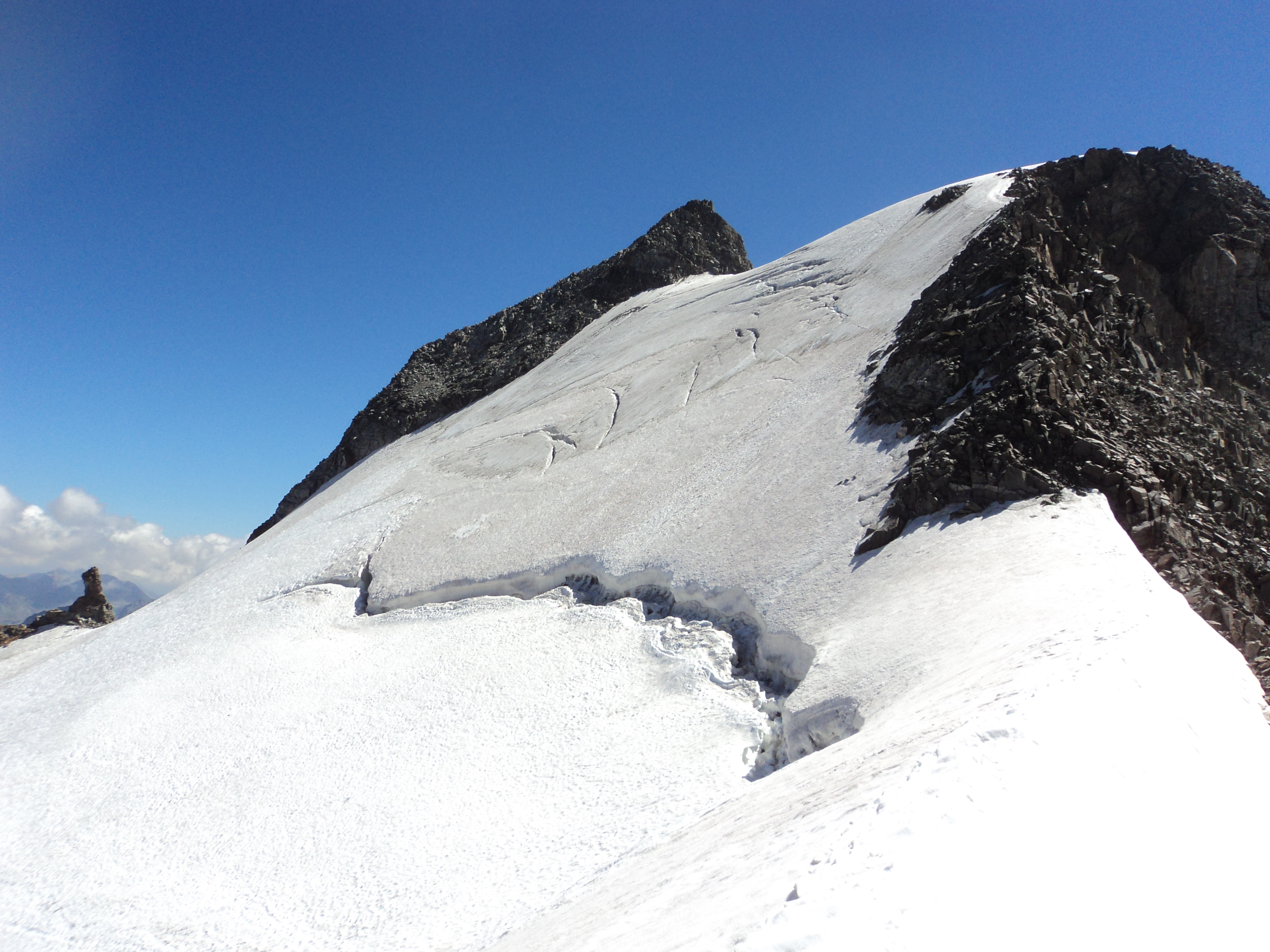
La vetta della montagna vista dalla Cresta Paganini.

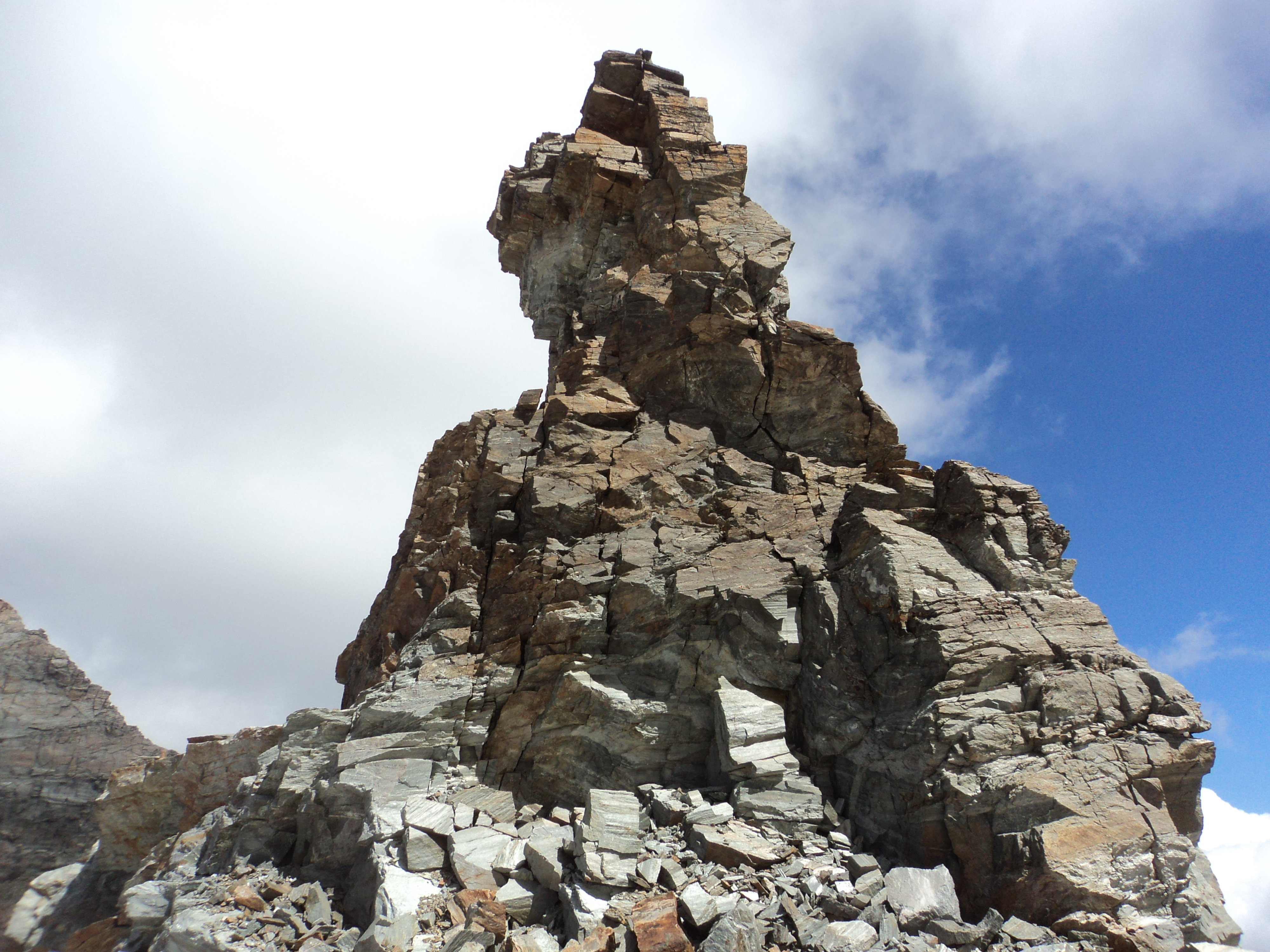
Il caratteristico Dito degli Apostoli.

È la più settentrionale della Catena degli Apostoli, sottogruppo del massiccio del Gran Paradiso.
Si trova lungo la cresta che partendo dalla Torre del Gran San Pietro e passando per la Torre di Sant'Andrea separa la Valnontey dalla Valeille. Dopo la Torre di Sant'Orso la cresta continua verso le Punte Patrì.
Dalla vetta della montagna inizia una cresta che scende verso ovest, detta Cresta Paganini. Tale cresta divide i due ghiacciai che ammantano il versante occidentale della montagna, il ghiacciaio del Money ed il ghiacciaio del Coupé di Money.

## Salita alla vetta
La salita alla vetta parte normalmente da Valnontey ed avendo come punto di appoggio il Bivacco del Money (2.872 m).
Dal parcheggio di Valnontey si prosegue per il fondovalle per circa un'ora e poi si prende un sentiero che sale sulla destra orografica. Superati alcuni balzi rocciosi si arriva in vista dell'Alpe Money (2325 m). Di qui il sentiero continua per terreni morenici fino ad arrivare in vista del Bivacco del Money, costruito su un risalto roccioso. Il bivacco si raggiunge superando alcune balze attrezzate con cavi di sicurezza. Se non si desidera sostare al bivacco si tralascia l'ultimo tratto e si continua lungo la morena fino ad arrivare alla parte bassa del ghiacciaio del Coupé di Money. Messo piede sul ghiacciaio ci si dirige verso l'evidente Dito degli Apostoli e poi si risale la parte alta del ghiacciaio che diventa maggiormente pendente e conduce alla base dell'edificio sommitale della montagna. Per rocce abbastanza facili si arriva alla vetta.